# کارلاین آختریکته
کارلاین آختریکته (انگلیسی: Carlijn Achtereekte؛ زادهٔ ۲۹ ژانویهٔ ۱۹۹۰) اسکیت‌باز سرعت اهل هلند است.